# Diploptera
Genre
Diploptera est un genre de blattes utilisées notamment dans la recherche moléculaire sur les allatostatines. L'espèce Diploptera punctata est la seule blatte qui soit vivipare ; elle produit du « lait de cafard ».

## Liste d'espèces
Selon NCBI (20 juillet 2018) :
- Diploptera maculata
- Diploptera minor
- Diploptera punctata

Selon ITIS (20 juillet 2018) :
- Diploptera punctata (Eschscholtz, 1822)

Selon BioLib (20 juillet 2018) :
- Diploptera bicolor Hanitsch, 1925
- Diploptera erythrocephala Princis, 1950
- Diploptera maculata Hanitsch, 1925
- Diploptera minor (Brunner von Wattenwyl, 1865)
- Diploptera nigrescens Shiraki, 1931
- Diploptera parva Princis, 1954
- Diploptera pulchra Anisyutkin, 2007
- Diploptera punctata (Eschscholtz, 1822)